# La Goulue
La Goulue (vlastním jménem Louise Weber, 12. července 1866 v Clichy-la-Garenne – 29. ledna 1929, Paříž) byla francouzská tanečnice kankánu, dnes známá především z obrazů a plakátů Henriho de Toulouse-Lautrec.